# 뉴욕 타임스
뉴욕 타임스(The New York Times, NYT)는 뉴욕에 본사를 둔 미국의 일간지이다. 뉴욕 타임스는 국내, 국내 및 국제 뉴스를 다루며 의견 기사, 조사 보고서 및 리뷰로 구성된다. 미국에서 가장 오래 지속되는 신문 중 하나이며, 미국의 기록적인 신문 중 하나이다 . 2024년 2월 기준, 이 신문은 디지털 전용 구독자 970만명, 인쇄판 구독자 66만명을 확보해 인쇄 발행 부수 기준 국내 2위 신문이 됐다. The Times는 2023년 현재 137개의 퓰리처상을 수상했고, New York Times는 The New York Times Company에서 발행한다. 1896년부터 이 회사는 현 회장이자 신문 출판사인 AG Sulzberger를 포함하여 Ochs-Sulzberger 가문이 회장직을 맡고 있다. The Times는 맨해튼의 New York Times 빌딩에 본사를 두고 있다.
The Times는 1851년 보수적인 New-York Daily Times 로 창간되었으며 , 1870년대 부패한 정치인 William M. Tweed에 대한 공격적인 보도로 전국적인 인지도를 얻었다. 1893년 공황 이후 Chattanooga Times 발행인 Adolph Ochs는 회사에 대한 지배권을 얻었다. 1935년 Ochs의 뒤를 이어 그의 사위인 Arthur Hays Sulzberger가 유럽 뉴스에 진출하기 시작했다. Sulzberger의 사위인 Arthur Ochs는 1963년에 출판사가 되어 변화하는 신문 산업에 적응하고 급진적인 변화를 도입했다. 뉴욕 타임스는 1964년 뉴욕 타임스 설리반 (New York Times Co. v. Sullivan) 대법원 사건에 연루되어 공무원이 미디어를 명예 훼손으로 고소할 수 있는 능력을 제한했다.
1971년, 뉴욕 타임즈는 리처드 닉슨, 당시 대통령의 반발에도 불구하고 베트남 전쟁에 대한 미국의 역사적 개입을 자세히 설명하는 국방부 내부 문서인 펜타곤 페이퍼(Pentagon Papers)를 발행했다 . New York Times Co. v. United States (1971)의 획기적인 판결에서 대법원은 수정헌법 제1조가 국방부 문서를 출판할 권리를 보장한다고 판결했다. 1980년대에 타임즈는 디지털 기술을 향한 20년 간의 발전을 시작했으며 1996년에 nytimes.com을 시작했다. 21세기에 뉴욕 타임즈는 신문의 쇠퇴 속에서 온라인으로 전환했다.
The Times는 The New York Times Magazine , The New York Times International Edition , The New York Times Book Review를 포함한 여러 다른 출판물로 확장되었다. 또한 이 신문은 The Daily를 포함한 여러 TV 시리즈, 팟캐스트, The New York Times Games를 통한 게임 등을 제작했다.

## 역사

### 1851–1896
New -York Daily Times는 1851년 New-York Tribune 저널리스트인 Henry Jarvis Raymond와 George Jones에 의해 창간되었다 . The Times는 특히 보수주의자들 사이에서 상당한 유통을 경험했다. New-York Tribune 발행인 Horace Greeley는 New-York Daily Times를 칭찬했다. 미국 남북전쟁동안 타임즈 특파원은 남부연합 국가들로부터 직접 정보를 수집했다. 1869년에 Jones는 이름을 The New-York Times로 변경한 Raymond로부터 신문을 물려받았다. Jones 밑에서 Times는 다른 뉴욕 신문의 격렬한 반대에도 불구하고 Tammany Hall 정치 책임자 William M. Tweed 를 비판하는 일련의 기사를 출판하기 시작했다. 1871년 The New-York Times는 Tammany Hall의 회계 장부를 출판했다. 트위드는 1873년에 재판을 받고 12년의 징역형을 선고받았다. The Times는 트위드에 대한 보도로 전국적인 인정을 받았고, 1891년에 존스는 사망하였다. 존스의 자녀들이 회사를 물려받기에는 사업적 통찰력이 부족했고 여러 요인으로 인해 타임즈 인수가 막히는 경영난을 겪었다. 편집장 찰스 랜섬 밀러 (Charles Ransom Miller), 편집장 에드워드 캐리(Edward Cary), 특파원 조지 F. 스피니(George F. Spinney)는 뉴욕타임스(The New-York Times)를 관리하기 위해 회사를 설립했으나 1893년 패닉(Panic of 1893)으로 재정적 어려움을 겪었다.

### 1896–1945
1896년 8월 Chattanooga Times 발행인 Adolph Ochs는 The New-York Times를 인수하여 신문 구조를 대폭 변경했다. Ochs는 Times를 상인 신문으로 설립하고 신문 이름에서 하이픈을 제거했다. 1905년 뉴욕 타임즈는 확장을 기념하여 타임 타워를 열었다. The Times는 1910년대 공화당 내 여러 의견 불일치 속에서 정치적 재편성을 경험했다. 다른 신문들이 Associated Press의 보도에 대해 신중한 가운데 New York Times는 타이타닉의 침몰에 대해 보도했습니다 . 편집장 인 카르 반 안다(Carr Van Anda)를 통해 타임즈는 당시 알려지지 않았던 알베르트 아인슈타인(Albert Einstein)의 일반 상대성 이론을 보도하고 투탕카멘(Tutankhamun)의 무덤 발견에 참여하는 등 과학적 발전에 집중했다. 1935년 4월 Ochs가 사망하고 그의 사위인 Arthur Hays Sulzberger가 출판사를 맡았다. 대공황으로 인해 Sulzberger는 The New York Times 의 운영을 축소해야했고, 뉴욕 신문 환경의 발전으로 인해 New York Herald Tribune 및 New York World-Telegram과 같은 더 큰 신문이 형성되었다.
New York Times는 유고슬라비아 쿠데타와 같은 독점적인 기사를 보도하면서 대형 헤드라인을 통해 제2차 세계 대전을 광범위하게 다루었다.전쟁 중에 Sulzberger는 Times 의 사업을 더욱 확장하기 시작하여 1944년에 WQXR-FM을 인수했다. 이는 Jones 시대 이후 최초의 비Times 투자였으며 Times Hall에서 패션쇼를 열었다. 징집으로 인한 인원 감축에도 불구하고 The New York Times는 신문사 중 가장 많은 저널리즘 직원을 유지했다. 타임즈의 인쇄판은 전쟁 중에 육군 및 공군 교환 서비스를 통해 국제적으로 이용 가능해졌다. New York Times Overseas Weekly는 이후 일본에서는 The Asahi Shimbun을 통해, 독일에서는 프랑크푸르트 Zeitung을 통해 제공되었다. 저널리스트인 윌리엄 L. 로렌스(William L. Laurence)는 미국과 독일 사이의 원자폭탄 경쟁을 홍보했고, 그 결과 연방 수사국이 타임즈 사본을 압수했다. 미국 정부는 1945년 4월 맨해튼 프로젝트를 기록하기 위해 로렌스를 고용했다. 로렌스는 히로시마 원자폭탄 이후 뉴욕 타임즈 직원들이 실현한 세부 사항인 맨해튼 프로젝트의 유일한 목격자가 되었다.

### 1945–1998
제2차 세계 대전 이후에도 New York Times는 계속 확장되었다. The Times는 언론 기관 내에서 공산주의를 조사한 매카시스트 소위원회인 상원 내부 보안 소위원회의 조사를 받았다 . Arthur Hays Sulzberger가 수정 헌법 제5조를 주장한 카피리더를 해고하기로 한 결정은 타임즈 내부와 외부 조직의 분노를 불러일으켰다. 1961년 4월, Sulzberger는 사위인 The New York Times Company의 사장인 Orvil Dryfoos를 임명하면서 사임했다. Dryfoos 하에서 The New York Times는 로스앤젤레스에 기반을 둔 신문을 창간했다. 1962년 비용 증가에 대응하여 자동화된 인쇄기가 구현되면서 기술 실업에 대한 두려움이 커졌다. 뉴욕 타이포그래픽 연합(New York Typographical Union)은 12월에 파업을 벌여 뉴욕 주민들의 미디어 소비를 변화시켰다. 파업은 1963년 3월 종결되면서 3개의 신문( Times , Daily News , New York Post) 만 남아 뉴욕을 떠났다. 5월에 Dryfoos는 심장병으로 사망했다. 몇 주간의 모호함 끝에 Arthur Ochs Sulzberger는 The New York Times의 발행인이 되었다.
Los Angeles Times와 같은 신문이 활용한 기술 발전과 Washington Post 및 The Wall Street Journal 의 보도 개선을 위해 초기 컴퓨팅에 대한 적응이 필요했다. New York Times는 1960년에 마틴 루터 킹 주니어(Martin Luther King Jr.) 지지자들이 민권 운동에 대한 대응을 위해 앨라배마주 몽고메리의 법 집행 기관을 비판하는 전면 광고인 " 떠오르는 목소리에 주의하세요 "를 게재했다. 몽고메리 공공안전국장 LB 설리번(LB Sullivan)은 명예훼손 혐의로 뉴욕타임스를 고소했다. New York Times Co. v. Sullivan (1964) 사건에서 미국 대법원은 앨라배마 카운티 법원과 앨라배마 대법원의 판결이 수정 헌법 제1조 를 위반했다고 판결했다. 이 결정은 획기적인 것으로 간주된다. 재정적 손실 이후 The New York Times는 국제판을 종료하고 Paris Herald Tribune의 지분을 인수하여 International Herald Tribune을 구성했다. The Times 는 처음에 당시 대통령 리처드 닉슨의 반대에 직면하여 Pentagon Papers를 출판했다. 대법원은 New York Times Co. v. United States (1971) 사건에서 The New York Times 의 손을 들어 Times 와 The Washington Post가 논문을 출판할 수 있도록 허용하는 판결을 내렸다.
New York Times는 워터게이트 스캔들에 대한 초기 보도에서 신중한 입장을 유지했다.  의회가 스캔들을 조사하기 시작 하자 타임스는 보도를 더욱 확대하여 휴스턴 계획에 대한 세부 정보, 기자와 관리에 대한 도청 혐의, 제임스 W. 맥코드 주니어(James W. McCord Jr.)의 증언을 통해 대통령의 재선은 공모자들에게 돈을 지불했다. Newsday 및 Gannett 신문과 같은 뉴욕 교외 신문으로의 독자 이탈은 The New York Times 의 발행 부수에 부정적인 영향을 미쳤다. 현대 신문은 추가 섹션을 꺼렸다. Time은 비판에 대한 표지를 썼고 New York은 Times가 "중산층 자기 흡수"에 참여하고 있다고 썼다. New York Times, Daily News 및 New York Post는 1978년 파업의 대상이 되었으며, 신흥 신문이 중단된 보도를 활용할 수 있게 되었다. The Times는 1983년 5월 첫 페이지 기사를 게재하면서 의도적으로 AIDS 전염병에 대한 보도를 피했다. Max Frankel의 전염병에 대한 편집 보도와 항문 성교에 대한 언급은 당시 편집장 AM Rosenthal 의 기사와 대조됐다. 청교도적인 접근 방식으로 게이 장소의 화려함에 대한 설명을 의도적으로 피했다.
The New York Times 에 대한 수년간의 관심이 줄어들자 Sulzberger는 1992년 1월 사임하고 그의 아들 Arthur Ochs Sulzberger Jr. 를 발행인으로 임명했다.인터넷은 타임즈 내에서 세대교체를 나타냈다. 1993년 뉴욕 타임즈 컴퍼니(New York Times Company)의 보스턴 글로브(Boston Globe) 인수를 협상한 설즈버거(Sulzberger)는 인터넷을 비웃었고, 그의 아들은 이에 반대되는 견해를 표명했다. times는 1994년 5월 America Online 웹사이트에 The New York Times 의 확장판으로 등장하여 뉴스 기사, 영화 평론, 스포츠 뉴스, 비즈니스 기사를 소개했다. 반대에도 불구하고 Times의 여러 직원이 인터넷에 접속하기 시작했다. America Online, Yahoo, CNN 등 전통적으로 Times 와 공존했던 출판물의 온라인 성공과 The New York Times 의 기밀 광고 모델을 위협하는 Monster.com, Craigslist와 같은 웹 사이트의 확장 웹사이트 개발에 더 많은 노력을 기울이고 있다. nytimes.com은 1월 19일에 데뷔했으며 3일 후에 공식적으로 발표되었다. The Times는 1995 년 국내 테러리스트 Ted Kaczynski 의 에세이 Industrial Society and Its Future를 출판했으며 , 그의 형 David가 에세이의 필체를 인정한 후 그를 체포하는 데 기여했다.

### 1998년~현재
nytimes.com 이 설립된 이후 The New York Times는 편집장 Joseph Lelyveld의 지휘하에 Drudge Report 에서 클린턴-르윈스키 스캔들을 보도하는 기사 게시를 거부하면서 저널리즘적 주저함을 유지했다 . nytimes.com 편집자들은 경비원 Richard Jewell을 센테니얼 올림픽 공원 폭탄 테러 의 용의자로 잘못 지명 하고 웨일즈 공주 다이애나의 죽음을 인쇄판보다 더 자세히 다루는 것을 포함하여 여러 차례 인쇄 편집자들과 충돌했다. New York Times Electronic Media Company는 닷컴 충돌로 인해 부정적인 영향을 받았다. The Times는 9.11 공격을 광범위하게 다루었다. 다음날 인쇄본에는 66개의 기사가 실렸는데, 300명이 넘는 파견 기자들의 작품이었다. 저널리스트 주디스 밀러(Judith Miller)는 2001년 탄저병 공격 당시 백색 가루가 들어 있는 패키지를 받았고 , 이로 인해 The New York Times 의 불안감이 더욱 커졌다. 2002년 9월 밀러와 군사 특파원 마이클 R. 고든은 타임즈에 이라크가 알루미늄 튜브를 구입했다고 주장하는 기사를 썼다. 이 기사는 조지 W. 부시 당시 대통령이 인용 해 이라크가 대량살상무기를 만들고 있다고 주장했다. 핵물질을 생산하기 위해 알루미늄 튜브를 이론적으로 사용하는 것은 논쟁의 대상이었다. 2003년 3월, 미국은 이라크를 침공하여 이라크 전쟁을 시작했다.
New York Times는 저널리스트 Jayson Blair의 기사 36개가 표절된 것으로 밝혀져 논란을 불러일으켰다. 스캔들 이후 당시 편집장 하웰 레인즈(Howell Raines) 와 편집장 제럴드 M. 보이드(Gerald M. Boyd) 에 대한 비판이 쏟아져 나왔고, 부편집장은 레인즈가 DC 에 쓴 기사에서 블레어 총리의 출처에 대해 질문하지 않았다고 비난한 시청에서 최고조에 달했다. 2003년 6월 Raines와 Boyd는 사임했다. Arthur Ochs Sulzberger Jr.는 Bill Keller를 편집장으로 임명했다. 밀러는 이라크 전쟁에 대해 국가의 대량 살상 무기 프로그램을 다루는 언론 매체로 계속 보도했다. 켈러와 당시 워싱턴 지국장이었던 질 아브람슨(Jill Abramson)은 비판을 가라앉히려고 시도했지만 실패했다. 보수 언론은 알카카 무기시설에서 폭발물이 사라졌다는 내용을 보도한 타임스를 비난했다. 2005년 12월 국가안보국(National Security Agency)의 영장없는 감시를 공개한 기사는 조지 W. 부시 행정부의 추가비판과 상원의 애국법 갱신 거부에 기여했다. Plame 사건에서 중앙 정보국(CIA) 조사에 따르면 Miller는 당시 부통령 Dick Cheney의 비서실장 Scooter Libby를 통해 Valerie Plame 의 신원을 알게 되었고 그 결과 Miller가 사임하게 되었다.
대불황 기간 동안 New York Times는 서브 프라임 모기지 사태 와 기밀 광고 감소로 인해 심각한 재정적 어려움을 겪었다.  Rupert Murdoch 의 Dow Jones & Company 인수를 통한 The Wall Street Journal 의 활성화로 인해 The New York Times Company는 뉴스 룸 예산을 줄이기 위한 조치를 제정하기 시작했다. 회사는 멕시코 억만장자 카를로스 슬림으로부터 2억 5천만 달러 (2023년 3억 5378만6707.88달러에 해당)를 빌려야 했고 2010년 까지 100명이 넘는 직원을 해고했다. 뉴욕 주지사 엘리엇 스피처(Eliot Spitzer)는 저널리즘 매체로서 웹사이트의 정당성을 더욱 강화했다. The Times 의 경기 침체 로 인해 온라인 유료화에 대한 논의가 다시 시작되었다. New York Times는 2011년 3월에 페이월을 구현했다. Abramson은 Keller의 뒤를 이어 [76] Times 의 보도 에 대한 기업 및 정부 불법 행위에 대한 특유의 조사를 계속했다. 새로 임명된 CEO 마크 톰슨(Mark Thompson )의 야망과 충돌한 후, Abramson은 Dean Baquet을 그녀의 후임자로 지명한 Sulzberger Jr.에 의해 해고되었다.
2016년 대선을 앞두고 뉴욕타임스는 힐러리 클린턴 이메일 논란과 우라늄 원(Uranium One) 논란을 격상시켰다. 국가 안보 특파원 마이클 S. 슈미트는 2015년 3월 힐러리 클린턴이 국무장관으로서 개인 이메일 서버를 사용했다는 기사를 처음 썼다. 도널드 트럼프의 당황한 승리는 타임스 구독 증가에 기여했다. 뉴욕타임스는 보수정치행동회의에서 타임스와 같은 출판물을 '국민의 적'이라고 언급 하고 신문과 CNN 에 대한 경멸을 트위터에 올린 트럼프로부터 전례 없는 분노를 느꼈다. 2017년 10월, The New York Times는 언론인 Jodi Kantor 와 Megan Twohey가 수십 명의 여성이 영화 제작자이자 The Weinstein Company 공동 회장인 Harvey Weinstein을 성추행으로 고발했다고 주장하는 기사를 게재했다. 조사 결과 웨인스타인은 사임하고 유죄 판결을 받았고,  웨인스타인 효과를 촉발했으며,  미투 운동의 촉매제로 작용했다. New York Times Company는 공개 편집자 자리를 비우고 11월에 복사 데스크를 없앴다. Sulzberger Jr.는 2017년 12월 사임을 발표하고 그의 아들인 AG Sulzberger를 출판사로 임명했다.
외교적 관계와 부정적 관계 모두 트럼프의 관계는 설즈버거의 임기를 특징으로 한다. 2018년 9월, 뉴욕 타임스는 자칭 트럼프 행정부 관리가 나중에 국토안보부 참모총장인 마일스 테일러 로 밝혀진 익명의 에세이인 " 나는 트럼프 행정부 내부의 저항세력의 일부입니다 "를 게재했다. 2019년 5월까지 트럼프가 타임스를 비난한 사례가 거의 300건으로 확대된 적개심은 트럼프가 연방 기관에 2019년 10월 뉴욕 타임즈 와 워싱턴 포스트 구독을 취소하라고 알리면서 최고조에 달했다. 트럼프의 세금 신고서는 세 차례에 걸쳐 별도의 조사 대상이 되었다.  코로나19 팬데믹 기간 동안 타임즈는 데이터 서비스와 그래프를 구현하기 시작했다. 2020년 5월 23일, The New York Times 의 첫 페이지에는 미국 내 코로나19로 사망한 10만 명 중 일부인 10만 명에 가까운 미국 사망자, 계산할 수 없는 손실만 소개되었다. 타임즈 의 첫 페이지는 소개된 이후로 이미지가 부족했다. 2020년부터 New York Times는 온라인 게임을 개발하고 TV 시리즈를 제작하는 등 더욱 광범위한 다각화에 중점을 두었다. New York Times Company는 2022년 1월에 The Athletic을 인수했다.
2024년 폴리티코(Politico)는 뉴욕타임스가 AG 설즈버거(AG Sulzberger)가 정한 정책을 바이든 행정부에 대한 부정적인 보도에 가담한다는 방침을 갖고 있다고 보도했고, 타임스 기자의 말을 인용해 바이든은 어떤 인터뷰도 하지 않았으며 자신의 나이에 대한 모든 힘든 보도를 조용히 격려했다고 밝혔다. Politico는 이 신문이 "대통령에 대한 독특한 집착을 갖고 있으며, 출판사 AG Sulzberger와 기타 최고 편집자들이 타고난 권리라고 믿는 좌식 인터뷰를 신문에 제공하는 것을 대통령이 거부한 것에 대해 분노하고 있다"고 설명했다.

## 현재

### 저명성과 세심함
현재 《뉴욕 타임스》는 부수로서는 미국 내에서도 《USA 투데이》의 227.8만 부, 《월 스트리트 저널》의 206.2만 부의 절반 정도밖에 되지 않는다. 그러나 일반지로서는 워싱턴 포스트와 비슷한 수준으로 저명한 신문이며, 미국을 대표하는 신문으로 알려져 있다. 중요한 연설이나 논의 등이 있을 때에는 그 원고를 세세한 부분 하나 빠짐없이 모두 게재하는 보도로도 유명하다. 뉴욕 타임스 컴퍼니가 경영하고 있고, 아돌프 사이먼 옥스의 자손이 주식을 소유하고 있다.

### 퓰리처상 수상

#### 베트남 전쟁 보도
타임지는, 주로 미국 내의 기사가 선정 대상이 되는 퓰리처상을 90회 가까이 수상하는 등 그 가치가 높게 평가되어 왔다. 1971년에는 베트남 전쟁에 관한 미국 국방총성의 비밀 자료 펜타곤 페이퍼를 공개했다. 이에 대해 정부는 타임지를 기밀 누설죄로 고소했지만, 재판소는 보도의 자유가 정부의 문서 공개 기준보다 우선한다는 판결을 내렸다. 이 재판은 미국 헌법의 수정 제1조(언론의 자유)에 관한 이후의 판례에 큰 영향을 주었다.

#### 화제를 일으킨 보도
이듬해인 1972년에는 아프리카계 미국인 매독 감염자들의 치료가 암묵적으로 거부당하는 인종 차별 문제에 대한 기사를 보도하여 큰 화제를 불러 일으켰다. 또한 2004년에는 작업 현장의 안전성에 관한 기사로 퓰리처상을 수상했다.

### 지국
뉴욕주 내에 16개의 국을 소유하고 있고, 그 밖에 11개의 국내 지국, 26개의 해외 지국을 운영하고 있다. 2014년 10월 28일 기준으로 총발행 부수는 평일 639,887부, 일요일 판은 1,181,160부를 기록하고 있다.

## 참고 서적
1) Berger, Meyer (1951). The Story of the New York Times, 1851-1951. New York City: Simon & Schuster.
2) Davis, Elmer (1921). History of the New York Times: 1851-1921.
3) Talese, Gay (1981). The Kingdom and the Power (2 ed.). Cleveland: World Publishing Company.
4) Chokshi, Niraj (December 12, 2017). "Behind the Race to Publish the Top-Secret Pentagon Papers". The New York Times. Archived from the original on July 5, 2023. Retrieved September 24, 2023.
5) Phelps, Robert (2009). God and the Editor: My Search for Meaning at The New York Times. Syracuse: Syracuse University Press. ISBN 9780815609148.
6) Nagourney, Adam (2023). The Times: How the Newspaper of Record Survived Scandal, Scorn, and the Transformation of Journalism. New York City: Crown Publishing Group. ISBN 9780451499363.
7) Farhi, Paul (September 19, 2015). "How publishing a 35,000-word manifesto led to the Unabomber". The Washington Post. Archived from the original on November 21, 2023. Retrieved October 17, 2023.
8) Sullivan, Margaret (May 4, 2013). "Repairing the Credibility Cracks". The New York Times. Retrieved October 20, 2023.
9) Carr, David; Somaiya, Ravi (May 14, 2014). "Times Ousts Jill Abramson as Executive Editor, Elevating Dean Baquet". The New York Times. Archived from the original on November 8, 2023. Retrieved November 7, 2023.
10) Kirby, Jen (December 7, 2017). "Study: Hillary Clinton's emails got as much front-page coverage in 6 days as policy did in 69". Vox. Archived from the original on November 2, 2023. Retrieved November 1, 2023.
11) Ember, Sydney (December 14, 2017). "A.G. Sulzberger, 37, to Take Over as New York Times Publisher". The New York Times. Archived from the original on May 3, 2019. Retrieved October 27, 2023
12) Kafka, Peter (January 6, 2022). "Why the New York Times is buying the Athletic". Vox. Archived from the original on October 30, 2023. Retrieved October 30, 2023.